# Biber (vattendrag i Schweiz)
Biber är ett vattendrag i Schweiz, på gränsen till Tyskland.   Det ligger i kantonen Schaffhausen, i den nordöstra delen av landet, 130 km nordost om huvudstaden Bern.
I omgivningarna runt Biber växer i huvudsak blandskog. Runt Biber är det ganska tätbefolkat, med 179 invånare per kvadratkilometer.